# Lignou
Lignou ist eine französische Gemeinde mit 139 Einwohnern (Stand: 1. Januar 2022) im Département Orne in der Region Normandie (vor 2016 Basse-Normandie). Sie gehört zum Arrondissement Argentan und zum Kanton Athis-Val de Rouvre  (bis 2015 Briouze). Die Einwohner werden Lignouséens genannt.

## Geographie
Lignou liegt etwa 28 Kilometer westsüdwestlich vom Stadtzentrum von Argentan. Umgeben wird Lignou von den Nachbargemeinden Pointel im Norden, Saint-Hilaire-de-Briouze im Nordosten, Faverolles im Osten und Südosten, Lonlay-le-Tesson im Süden und Südosten sowie Le Ménil-de-Briouze im Westen und Südwesten.

## Bevölkerungsentwicklung
| 1962                      | 1968 | 1975 | 1982 | 1990 | 1999 | 2006 | 2011 | 2016 |
| ------------------------- | ---- | ---- | ---- | ---- | ---- | ---- | ---- | ---- |
| 231                       | 243  | 196  | 180  | 153  | 148  | 138  | 136  | 146  |
| Quelle: Cassini und INSEE |      |      |      |      |      |      |      |      |

## Sehenswürdigkeiten
- Kirche Saint-Martin aus dem 18. Jahrhundert
- Schloss Lignou aus dem 16. Jahrhundert, Monument historique, Park aus dem 16. Jahrhundert

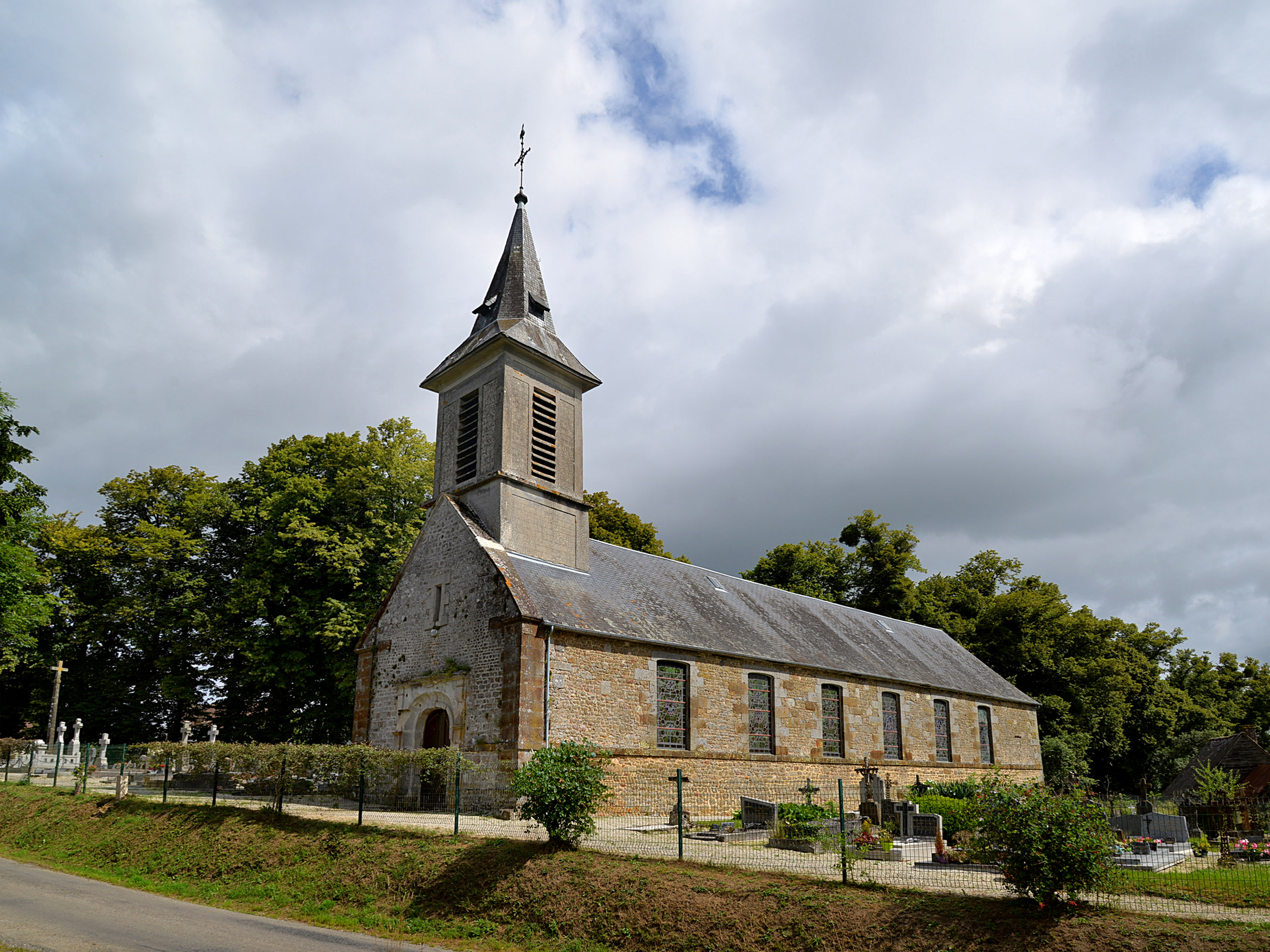
Kirche Saint-Martin
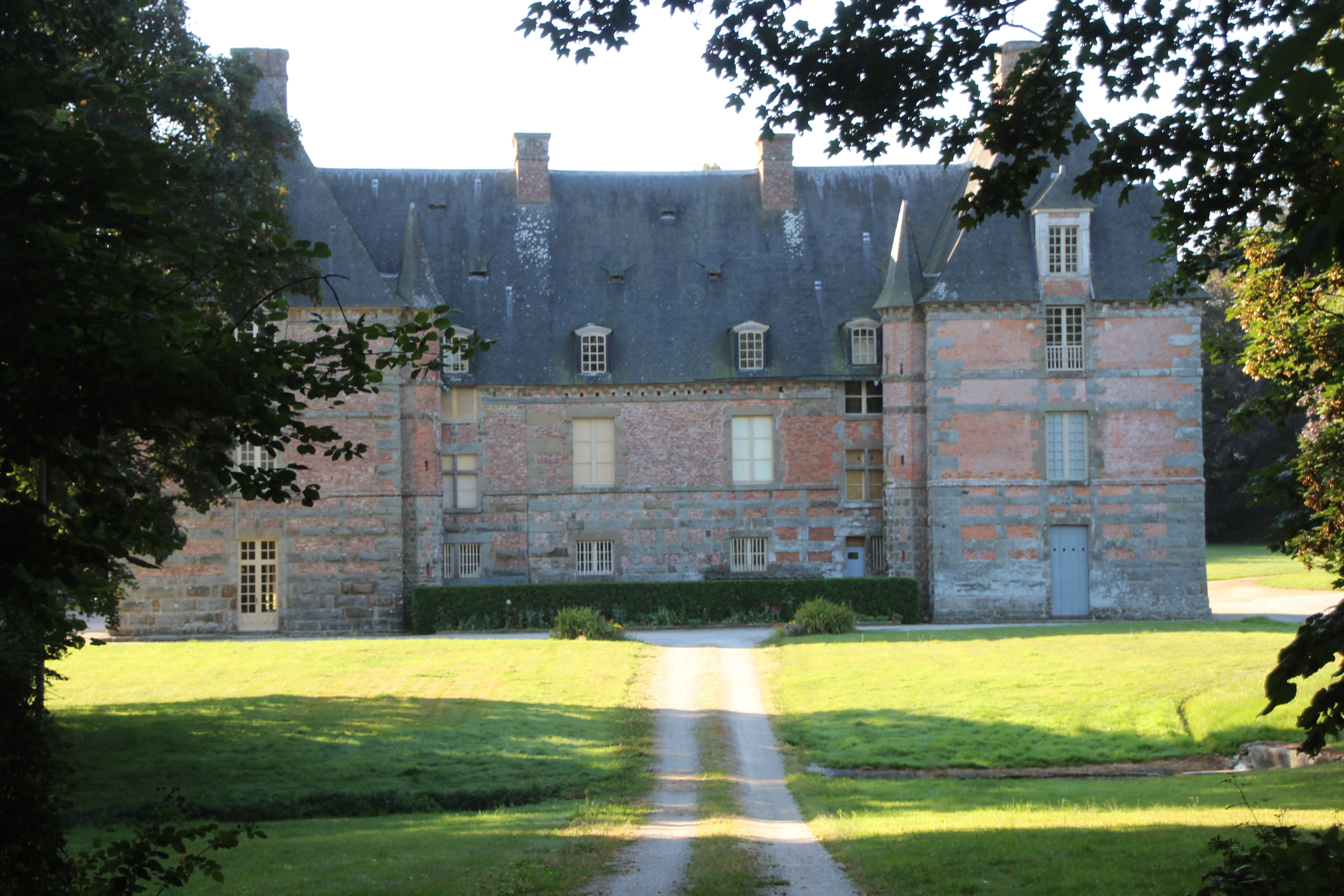
Schloss Lignou